# 2. Buch der Makkabäer
| Geschichtsbücher des Alten Testaments |
| --- |
| - Pentateuch - Buch Josua - Buch der Richter - Buch Rut - 1. Buch Samuel - 2. Buch Samuel - 1. Buch der Könige - 2. Buch der Könige - 1. Buch der Chronik - 2. Buch der Chronik - Buch Esra - Buch Nehemia - Buch Tobit - Buch Judit - Buch Ester - Stücke zum Buch Ester - 1. Buch der Makkabäer - 2. Buch der Makkabäer |
| Namen nach dem ÖVBE Eingerückt: Deuterokanonisch (katholisch und orthodox) bzw. Apokryphen (evangelisch) |

Das zweite Buch der Makkabäer (abgekürzt 2 Makk) ist ein deuterokanonisches beziehungsweise apokryphes Buch des Alten Testaments, das in seiner heutigen Fassung in der zweiten Hälfte des ersten Jahrhunderts vor Christus entstanden sein dürfte. Namensgebend sind die Makkabäer, die Anführer eines jüdischen Aufstandes gegen das Seleukidenreich.

## Einordnung
Größtenteils handelt es sich bei dem zweiten Buch der Makkabäer nach eigener Angabe um eine griechisch verfasste, mit einer Einleitung versehene und geringfügig ergänzte Epitome eines (nicht erhaltenen) fünfbändigen Geschichtswerks des sonst nicht bekannten Autors Jason von Kyrene (2 Makk 2,23 ). Dieser Zusammenfassung wurden in einem späteren Stadium noch zwei ursprünglich hebräisch oder aramäisch verfasste Briefe vorangestellt. In diesem Zusammenhang hat wahrscheinlich auch der Hauptteil noch eine Überarbeitung erfahren. Von seiner Form her handelt es sich um hellenistische, religiös gedeutete Geschichtsschreibung.
Auch wenn der Autor der Zusammenfassung kaum als historisch zu wertende Lehrerzählungen, etwa die vom Martyrium der sieben Brüder in Kapitel 7 , aufgenommen hat und der zweite einleitende Brief (1,10–2,18 ) wie auch der Brief des Antiochus 9,19–27  als Fälschungen gelten, enthält das zweite Buch der Makkabäer viel wertvolles historisches Material, das die Darstellung im ersten Buch der Makkabäer ergänzt und teilweise auch korrigiert, darunter der erste einleitende Brief und die Dokumente (11,16–38 ).
Das Buch wurde nicht in den jüdischen Kanon aufgenommen, ist aber Teil der Septuaginta und wird von Katholiken und orthodoxen Christen als Teil der Bibel angesehen, hingegen von Protestanten als apokryph abgelehnt. In diesem Buch ist beschrieben, dass für die Toten gebetet und ein Opfer zur Sühne ihrer Sünden dargebracht wurde (2 Makk 12,43–45 ); das ist einer der Hauptgründe für die Ablehnung des Buchs durch die Protestanten. Bei den weiteren Lehren des Buches, die sonst im Alten Testament nicht oder zumindest nicht direkt erwähnt sind, handelt es sich um Verdienste der Märtyrer, Fürbitte der Heiligen und die Auferstehung der Toten. Im pharisäischen Judentum, und dadurch auch im Christentum, sind alle diese Lehren bedeutsam geworden.
Das 2. Makkabäerbuch enthält eine der wenigen Stellen der Bibel, die explizit von einer „Schöpfung aus dem Nichts“ (creatio ex nihilo) spricht. Die Stelle lautet: „Ich bitte dich mein Kind, schau dir den Himmel und die Erde an; sieh alles, was es da gibt und erkenne: Gott hat das aus dem Nichts (ex ouk ontōn, wörtl. aus nicht Seiendem) erschaffen und so entstehen auch die Menschen“ (2 Makk 7,28 ). Auch im Hebräerbrief wird eine Schöpfung aus dem Nichts erwähnt: „Durch den Glauben erkennen wir, dass die Welt durch Gottes Wort geschaffen ist, sodass alles, was man sieht, aus nichts geworden ist“ (Hebr 11,3 ).
Das jüdische Fest Chanukka nimmt auf Ereignisse Bezug, die im ersten und zweiten Buch der Makkabäer geschildert sind: die Altarweihe und die Etablierung eines alljährlichen Gedenkfestes (10,1–8 ).

## Inhalt
Das zweite Buch der Makkabäer ist keine Fortsetzung des ersten, sondern ein davon unabhängiger, zeitlich früher entstandener Text.
Es enthält zunächst (Kap. 1 und 2) zwei Briefe der Juden in Palästina an ihre Volksgenossen in Ägypten mit der Aufforderung zur Mitfeier des Festes der Tempelweihe. Im zweiten Kapitel wird mit Bezug auf nicht überlieferte Schriften zudem beschrieben, dass der Prophet Jeremia vor der Plünderung des Jerusalemer Tempels durch Nebukadnezar II. die Bundeslade gemeinsam mit der Hütte des Stifts und dem Räucheraltar am Berg Nebo in einer Höhle vergraben habe (2 Makk 2,5 ). Es folgt eine Einleitung (2 Makk 2,19–32 ), in der der Verfasser seine Vorgehensweise und Intention bei der Abfassung seines Werkes, einer Zusammenfassung eines fünfbändigen Geschichtswerkes eines Jason von Zyrene darlegt.
Kapitel 3 bis 7 sind der Vorgeschichte des Aufstands der Makkabäer gewidmet, sie erzählen vom Tempelräuber Heliodor (Kap. 3 ), über schlechte Hohepriester (Kap. 4 ), die Grausamkeit des Antiochus (Kap. 5 ) und seiner Genossen (Kap. 6 ), besonders gegen den greisen Schriftgelehrten Eleasar (2 Makk 6,18–31 ) und gegen eine jüdische Mutter mit sieben Söhnen (Kap. 7 ). Im Rest des Buches werden – parallel zu 1 Makk 2,42–7,50, jedoch ausführlicher – die Ereignisse des Makkabäeraufstands beginnend mit dem Eingreifen des Judas Makkabäus bis zum Tod des Nikanor dargestellt: die Siege des Judas (Kap. 8 ), der Tod des Antiochus (Kap. 9 ), die Tempelreinigung (Kap. 10 ), der Sieg über den Reichsverweser Lysias und Friedensschluss (Kap. 11 ), Siege über Nachbarvölker (Kap. 12 ), der erfolglose Angriff auf Jerusalem des Antiochus Eupator (Kap. 13 ) und Feldzug und Tod des Nikanor (Kap. 14  und 15 ).

### Textausgaben
- Alfred Rahlfs, Robert Hanhart: Septuaginta: Id Est Vetus Testamentum Graece Iuxta LXX Interpretes. Deutsche Bibelgesellschaft, Stuttgart 2006, ISBN 3-438-05119-2.
- Wolfgang Kraus, Martin Karrer (Hrsg.): Septuaginta Deutsch. Das griechische Alte Testament in deutscher Übersetzung. Deutsche Bibelgesellschaft, Stuttgart 2009, ISBN 978-3-438-05122-6. (Wissenschaftliche Übersetzung des 2. Makkabäerbuchs durch Kai Brodersen und Tobias Nicklas)

### Überblicksdarstellungen
- Jan Willem van Henten: Makkabäerbücher. In: Religion in Geschichte und Gegenwart (RGG). 4. Auflage. Band 5, Mohr-Siebeck, Tübingen 2002, Sp. 702–705.
- Klaus-Dietrich Schunck: Makkabäer/Makkabäerbücher. In: Theologische Realenzyklopädie (TRE). Band 21, de Gruyter, Berlin / New York 1991, ISBN 3-11-012952-3, S. 736–745.
- Helmut Engel: Die Bücher der Makkabäer. In: Christian Frevel (Hrsg.): Einleitung in das Alte Testament. 9., aktualisierte Auflage. Kohlhammer, Stuttgart 2016, ISBN 978-3-17-030351-5, S. 389–406.
- Angelika Berlejung: 2. Makkabäerbuch. In: Jan Christian Gertz (Hrsg.): Grundinformation Altes Testament. 6., überarbeitete und erweiterte Auflage.  Vandenhoeck & Ruprecht, Göttingen 2019, ISBN 978-3-8252-5086-7, S. 576–584.

### Kommentare
- Daniel R. Schwartz: 2 Maccabees (= Commentaries on Early Jewish Literature). De Gruyter, Berlin/New York 2008. ISBN 978-3-11-019118-9.
- Stephanie von Dobbeler: Die Bücher 1, 2 Makkabäer (= Neuer Stuttgarter Kommentar. Altes Testament. Band 11). Katholisches Bibelwerk, Stuttgart 1997, ISBN 3-460-07111-7.
- Werner Dommershausen: 1 Makkabäer, 2 Makkabäer (= Die Neue Echter Bibel. Lieferung 12). 2. Auflage. Echter, Würzburg 1995, ISBN 3-429-00955-3.

### Einzelaspekte
- Klaus Bringmann: Hellenistische Reform und Religionsverfolgung in Judäa. Eine Untersuchung zur jüdisch-hellenistischen Geschichte (175–163 v. Chr.). Vandenhoeck und Ruprecht, Göttingen 1983, ISBN 3-525-82413-0.
- Klaus Bringmann: Zur Kritik historischer Darstellung im Zweiten Makkabäerbuch. In: Klio. Band 96, 2014, S. 587–606, doi:10.1515/klio-2014-0046.
- Elias Bickermann: Der Gott der Makkabäer. Untersuchungen über Sinn und Ursprung der Makkabäischen Erhebung. Schocken, Berlin 1937, DNB 572392915 (Online-Ausgabe: DNB 1032739355).
- Thomas Fischer: Seleukiden und Makkabäer. Beiträge zur Seleukidengeschichte und zu den politischen Ereignissen in Judäa während der 1. Hälfte des 2. Jahrhunderts v. Chr. Brockmeyer, Bochum 1980, ISBN 3-88339-138-7.
- Hermann Lichtenberger: Geschichtsschreibung und Geschichtserzählung im 1. und 2. Makkabäerbuch. In: Eve-Marie Becker (Hrsg.): Die antike Historiographie  und die Anfänge der christlichen Geschichtsschreibung (= Beihefte zur Zeitschrift für die neutestamentliche Wissenschaft. Band 129). De Gruyter, Berlin 2005, S. 197–212.

### Forschungsgeschichte
- Benedikt Eckhardt: Die „hellenistische Krise“ und der Makkabäeraufstand in der neueren Diskussion. In: Theologische Literaturzeitung 143/10 (2018), S. 983–998. (online)